# Alfonso Corona Blake
Alfonso Corona Blake (Autlán, Jalisco, 2 de gener de 1919 - Ciutat de Mèxic, 21 de gener de 1999) va ser un director i guionista de cinema mexicà. Va dirigir 27 pel·lícules entre 1956 i 1971. La seva pel·lícula El camino de la vida el va fer creditor de la menció honorífica al 6è Festival Internacional de Cinema de Berlín en la categoria de Millor Director.

## Biografia
Va néixer a Autlán, Jalisco, el 2 de gener de 1919. En la seva comunitat natal va començar els seus estudis, la secundària la va realitzar a Guadalajara, i més endavant el batxillerat en la UNAM, Ciutat de Mèxic. Va començar la carrera de medicina, i en aquesta època va visitar els estudis de Cinema Nacional, on va participar com a extra. Aquest va ser l'inici de la seva carrera.

### Carrera
Va començar la seva carrera quan la indústria del cinema mexicà va en declivi; no obstant això, es feien en mitjana cent pel·lícules a l'any.
Els seus primers papers van ser d'extra o de rols incidentals; més endavant va caracteritzar a Maximiliano a Caballería del imperio (1942), també al duc de Nevers a El jorobado (1943). A més d'actor, també era apuntador, cosa que el va portar a convertir-se en assistent de directors com William Rouwland i Carlos Orellana. En 1944 es converteix en assistent de direcció. Aconsegueix suplir al director en algunes pel·lícules, com Enrédate y verás (Carlos Orellana) i Porque puedo vengo (Alazraki).
El seu primer paper com a director va ser a El camino a la vida, de 1956, film amb el qual va obtenir set premis a la XII edició dels Premis Ariel, incloent el de millor director, millor pel·lícula i l'Ariel d'Or. Aquesta cinta va concursar al 6è Festival Internacional de Cinema de Berlín, guanyant menció honorífica per direcció, el premi de l'Oficina Catòlica Internacional del Cinema (OCIC) i el vuitè lloc dins de les deu millors pel·lícules del festival.
Alguns altres temes que va abordar en la seva carrera com a director van ser el gènere de raval (Cabaret trágico, 1957); el drama rural (Sed de amor, 1958); el melodrama biogràfic (Yo pecador, 1959); el cinema de terror (El mundo de los vampiros, 1960; Santo contra las mujeres vampiro, 1962) i el cinema de lluitadors, en el qual aconsegueix unir el fantàstic amb la lluita lliure, creant un cinema gòtic característic de les dècades dels 50 i 60.
Va dirigir prop de 27 pel·lícules, va escriure dos guions i dos arguments.

### Mort
Va morir el 21 de gener de 1999 a l'Hospital Los Angeles de la Ciutat de Mèxic. La causa va ser una hemorràgia cerebral.

## Filmografia
- El camino de la vida (1956)
- Felicidad (1956)
- Cabaret trágico (1957)
- Sed de amor (1958)
- Yo pecador (1959)
- El mundo de los vampiros (1961)
- Santo contra las mujeres vampiro (1962)
- El pecado de una madre (1962)
- Pecado (1962)
- Santo en el museo de cera (1963)
- Yo, el valiente (1964)
- Audaz y bravero (1965)
- Fiebre de juventud (1966)
- Los malvados (1966)
- Arrullo de Dios (1967)
- El Centauro Pancho Villa (1967)
- Las Pecadoras (1968)
- Alerta, alta tensión (1969)
- Dos valientes (1969)
- Mujeres de medianoche (1969)
- Más allá de la violencia (1971)